# Zerteilen
Zerteilen ist nach DIN-Norm DIN 8588 das teilweise oder vollständige Trennen eines Körpers oder Systems in zwei oder mehrere Teile. In der Fertigungstechnik stellt es in den nach DIN 8580 ff. genormten Fertigungsverfahren eine Gruppe der Hauptgruppe Trennen dar. Zerteilende Verfahren haben gemeinsam, dass sie den Werkstoff mechanisch ohne Spanbildung bearbeiten.

## Zerteilen nach DIN 8588
Man unterscheidet zwischen Scherschneiden, Spalten, Reißen, Brechen, Bruchtrennen und Keilschneiden. Beim Keilschneiden wird zusätzlich zwischen Messerschneiden und Beißschneiden unterschieden.
Das zu den Abtragsverfahren zählende Laserschneiden wird fälschlicherweise oft hier zugeordnet.

## Schneidverfahren
In DIN 9870-2 Fertigungsverfahren und Werkzeuge zum Zerteilen, sind die Art und Weise, wie der Schnitt im Werkstück erfolgt aufgeführt. Das Feinschneiden zählt hier, obwohl es eine eigene Kinematik aufweist, nicht dazu, da es aufgrund seiner zunehmenden Verbreitung als ein eigenständiges Verfahren angesehen und auch in der DIN 8588 zusammen mit dem Nachschneiden getrennt behandelt wird.
Man unterscheidet weiterhin:
- Ausschneiden: Ausschneiden ist das einhubige Schneiden einer in sich geschlossenen Schnittlinie. Das produzierte Werkstück ist das Innenteil, das Außenteil gilt als Abfall. Hergestellt wird somit ein Werkstück mit Außenform.
- Lochen: Lochen erfolgt in einem Hub längs einer in sich geschlossenen Schnittlinie. Hergestellt wird ein Werkstück mit Innenform, das heißt, das Außenteil ist das erzeugte Werkstück und das Innenteil der Abfall.
- Beschneiden: Beim Beschneiden werden lediglich Ränder, Bearbeitungszugaben und Ähnliches vom Werkstück vollständig getrennt. Die Schnittlinie kann sowohl offen als auch geschlossen sein.
- Abgraten: Werden jedoch an Gesenkschmiedestücken die Grate entfernt, wird im Gegensatz zu normalen Blechteilen nicht vom Beschneiden, sondern vom Abgraten gesprochen.